# Aelius Catus
Aelius Catus was een Romeins legeraanvoerder die gelegerd was in de buurt van de Donau en die, volgens Strabo's Geographika, 50.000 Getae van het huidige Muntenië in Roemenië overbracht ver ten zuiden van de Donau, in Moesia. Er is enige discussie omtrent de identiteit van deze Aelius Catus en de data van deze volkstransplantatie. Sommige historici identiferen Aelius Catus met Sextus Aelius Catus, een consul in 4 n. Chr.